# 13980 Neuhauser
13980 Neuhauser eller 1992 NS är en asteroid i huvudbältet som upptäcktes 2 juli 1992 av den amerikanske astronomen Eleanor F. Helin vid Palomar-observatoriet. Den är uppkallad efter Philipp D. Neuhauser.
Asteroiden har en diameter på ungefär 10 kilometer och den tillhör asteroidgruppen Adeona.